# Cerejo

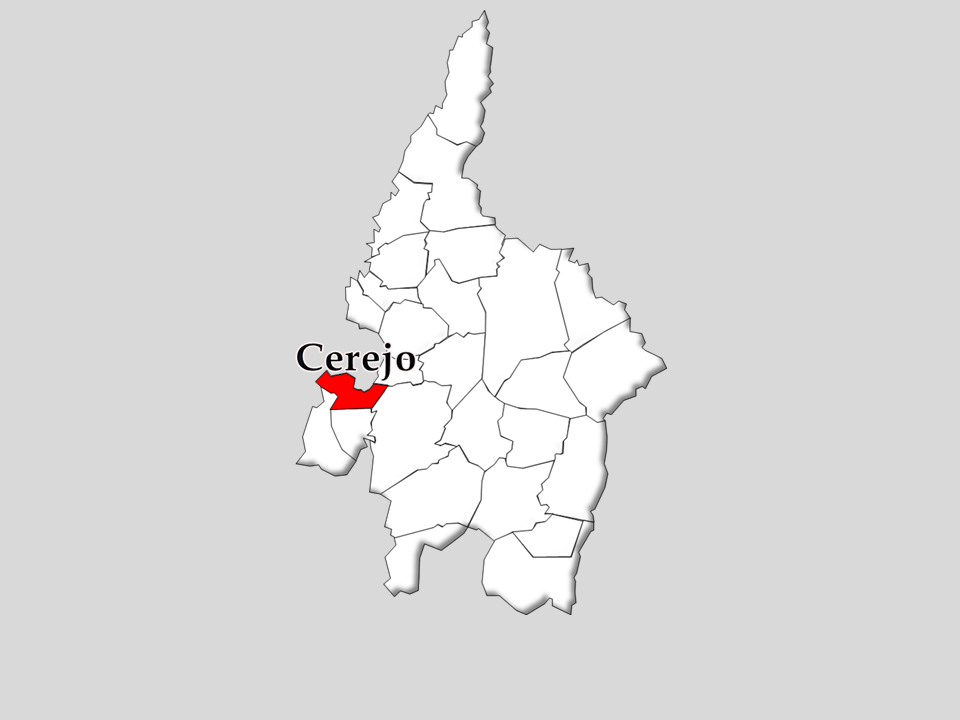
Localização no Município de Pinhel

Cerejo é uma povoação portuguesa do Município de Pinhel que foi sede da extinta Freguesia de Cerejo, freguesia que tinha 6,81 km² de área e 132 habitantes (2011), e, por isso, uma densidade populacional de 19,4 hab/km².
A Freguesia de Cerejo foi extinta, pela reorganização administrativa do território das freguesias (RATF), inicializada pela aprovação em Assembleia da República da Lei n.º 56/2012, de 8 de novembro e da Lei n.º 11-A/2013, de 28 de janeiro, tendo o seu território sido agregado ao da Freguesia de Ervas Tenras de que resultou a constituição da nova freguesia com a designação de Terras de Massueime.
A Freguesia de Cerejo localizava-se numa planície, sendo percorrida pelo rio Massueime e pela ribeira de Cerejo, sendo uma das mais pequenas freguesias do município.

## População
| Totais e grupos etários | Totais e grupos etários | Totais e grupos etários | Totais e grupos etários | Totais e grupos etários | Totais e grupos etários | Totais e grupos etários | Totais e grupos etários | Totais e grupos etários | Totais e grupos etários | Totais e grupos etários | Totais e grupos etários | Totais e grupos etários | Totais e grupos etários | Totais e grupos etários | Totais e grupos etários |
| ----------------------- | ----------------------- | ----------------------- | ----------------------- | ----------------------- | ----------------------- | ----------------------- | ----------------------- | ----------------------- | ----------------------- | ----------------------- | ----------------------- | ----------------------- | ----------------------- | ----------------------- | ----------------------- |
|                         | 1864                    | 1878                    | 1890                    | 1900                    | 1911                    | 1920                    | 1930                    | 1940                    | 1950                    | 1960                    | 1970                    | 1981                    | 1991                    | 2001                    | 2011                    |
|                         | 527                     | 556                     | 588                     | 546                     | 566                     | 522                     | 530                     | 622                     | 632                     | 498                     | 345                     | 283                     | 252                     | 205                     | 132                     |
| i)                      |                         |                         |                         |                         |                         |                         |                         |                         |                         |                         |                         |                         |                         | 12                      | 5                       |
| ii)                     |                         |                         |                         |                         |                         |                         |                         |                         |                         |                         |                         |                         |                         | 17                      | 7                       |
| iii)                    |                         |                         |                         |                         |                         |                         |                         |                         |                         |                         |                         |                         |                         | 96                      | 46                      |
| iv)                     |                         |                         |                         |                         |                         |                         |                         |                         |                         |                         |                         |                         |                         | 80                      | 74                      |

```
i)
 0 aos 14 anos;
 ii)
 15 aos 24 anos; 
iii)
 25 aos 64 anos; 
iv)
 65 e mais anos	
```

## Pontos de Interesse
- Igreja Matriz;
- Capela de Santo António;
- Fonte de Santo António;
- Sepulturas Rupestres;
- Fonte do Chafurdo;
- Calvário;
- Monumento a Nossa Senhora de Fátima.